# Quota de gènere
Una quota de gènere és una política proactiva per la igualtat de gènere en l'àmbit de les organitzacions per a establir una proporció equilibrada d'homes i dones.